# Кандалакша (локомотивное депо)
Кандалакша (Эксплуатационное локомотивное депо Кандалакша ТЧЭ-5, Сервисное локомотивное депо Кандалакша СЛД-13, Производственный участок по ремонту приборов безопасности Кандалакша ТРПУ-27) — локомотивные депо работающие на полигоне Октябрьской железной дороги, расположенные в городе Кандалакша.

## История
В районе пристани, на Нижней Кандалакше в 1915 году было построено паровозное депо, здание которого было деревянным. Задачей паровозного депо было обеспечение обслуживания подвижного состава на участке Кандалакша — Семеново, а также сборку паровозов, прибывших из США и Англии в разобранном виде. Русские рабочие и инженеры, совместно с американскими специалистами производили сборку и наладку паровозов. Это были не новые, но вполне пригодные для эксплуатации паровозы. Закупку паровозов типа 0-3-0 серии Т (№ 5686-5696) в количестве 11 штук производили в США у фирмы «Портер». Следующая партия паровозов типа 1-4-0 серии Хм индекс М в количестве 44 штуки прибыли в Мурманск. Доставляли паровозы водным путем через Архангельск в порт Кандалакша.
Официальной датой образования Кандалакшского локомотивного депо является 23 октября 1915 г.
20 января 1919 г. здание паровозного депо Кандалакша сгорело. На этом же месте было построено новое, также деревянное здание депо, которое действовало до 1925 г.
В 1925 г. было введено новое, каменное депо с поворотным кругом для разворота паровозов.
В 1934 году НКПС утвердил положение о знаке «Почетному железнодорожнику». Одним из первых на Мурманском отделении дороги этот знак в 1935 г. получил мастер Кандалакшского локомотивного депо С. И. Соломатин.
В 1935 году 7 ноября состоялось торжественное открытие электрифицированного участка железной дороги Кандалакша — Апатиты — Кировск. Первый поезд на электровозе ВЛ19-40 провел кандалакшский машинист А. Д. Кулигин. В настоящее время электровоз ВЛ19-40 установлен на вечную стоянку у входа в Кандалакшское локомотивное депо как первенец Заполярного электровозного движения.
В 1935 г. был построен цех по ремонту электровозов.
2 ноября 1938 г. сдан в эксплуатацию электрифицированный участок Апатиты—Оленья. Первый поезд на электротяге пришел на станцию Оленья.
К концу 1939 г. полностью завершены работы по электрификации участка Кандалакша — Мурманск.
В конце первого квартала 1941 г. в депо стали поступать с заводов паровозы серии СО-18 для замены менее мощных паровозов серии Эм.
20 июня 1941 г. был получен приказ начальника дороги П. Н. Гарцуева о назначении комиссии по предварительной приемке вновь построенного участка дороги от ст. Пинозеро до ст. Ковдор, но комиссия была в срочном порядке отозвана ввиду начала войны.
Во время Великой Отечественной войны участки от Алакуртти до ст. Ручьи, от Кандалакши до Лоухи постоянно подвергался налетам вражеской авиации.
В 1973 г., 30 декабря состоялось торжественное открытие электрифицированного участка железной дороги Кандалакша — Лоухи. первый поезд с почетными гостями провел по участку кандалакшский машинист В. К. Сальников.
21 мая 1985 г. кандалакшские машинисты В. И. Ильин и М. И. Беляев с помощниками А. А. Суслоновым и Е. А. Вилковым при участии машиниста-инструктора Н. Г. Рябинина на участке Ковдор — Пинозеро провели сдвоенный супертяжелый поезд из 100 вагонов с железным концентратом весом 10800 тонн.
За годы работы локомотивного депо Кандалакша 90 работников депо награждены правительственными наградами.
15 октября 2001 г. состоялся перевод участка Мурманск-Лоухи с постоянного на переменный род тока.
В марте 2010 года на территории депо был открыт новый современный дом отдыха локомотивных бригад на 60 мест.
Всего в депо на территории г. Кандалакша в эксплуатации находится 20 зданий административно-бытового и производственно-технического назначения. Имеются здания, построенные в начале XX века и до сих пор эксплуатируемые. В депо расположен музей локомотивного депо Кандалакша, включая музей под открытым небом. На территории г. Кандалакша и Кандалакшского района находится 5 памятников, памятных знаков и табличек под шефством работников депо.
В настоящее время на станции Кандалакша работает Эксплуатационное локомотивное депо Кандалакша ТЧЭ-5 (с 1 апреля 2011 года) и Сервисное локомотивное депо Кандалакша СЛД-13 (с 1 июня 2014 года), в котором выполняются средний деповской ремонт, текущий ремонт и техническое обслуживание локомотивов. Приписной парк обслуживаемых локомотивов составляет свыше 200 единиц, среди которых — 42 пассажирских электровозов ЭП1, 136 современных электровозов серии 2ЭС5К и 30 современных электровозов 3ЭС5К, которые с 2015 года поступают в депо на замену отслужившим свой срок службы и устаревшим ВЛ80. Осуществляется техническое обслуживание и эксплуатация магистральных (2ТЭ116У, 2М62) и маневровых (ТЭМ2, ТЭМ7) тепловозов. В депо расположены другие структурные подразделения филиалов ОАО «РЖД», ранее входившие в состав Локомотивного депо Кандалакша, обеспечивающие работу инфраструктуры и локомотивов, включая производственный участок Кандалакша (ТРПУ-27), химико-техническая лаборатория Кандалакша (ХТЛ).

## Подвижной состав
- Электровозы: 2ЭС5К, 3ЭС5К, ЭП1 — в приписном парке и эксплуатируются.
- Тепловозы: 2ТЭ116У, ТЭМ2, ТЭМ7, ТЭМ18ДМ, 2М62 — эксплуатируются.

## Тяговые плечи
- Беломорск — Кандалакша — Мурманск
- Кандалакша — Ковдор
- Кандалакша — Алакуртти

## Локомотивы эксплуатируемые в Кандалакшском локомотивном депо за время его существования

### Паровозы
- Серия «Т» — тендерные паровозы фирмы «Портер»
- Серия «Хм» — производили в Америке в фирме «Портер»
- Серия «Щ» — Харьковский завод 1912 г. — 65 км/час.
- Серия «Э» «Эу» — Луганский завод 1912 г. 55-65 км/час
- Серия «Ов» — Коломенский завод
- Серия «С» — пассажирский паровоз Сормовский завод 1915—1918 г.
- Серия «СО» — грузового движения 70 км/час
- Серия «Су» — пассажирский паровоз 90 км/час
- Серия «Л» — грузовой паровоз
- Серия «П-36» — пассажирский паровоз
- Серия «Э-м» — грузовой паровоз

### Тепловозы
- ТЭ-1 — Харьковский завод. 1947 г. 93 км/час
- ТЭ-2 — Харьковский завод 1948-50г. 93км/час
- ТЭ-3 — Харьковский завод 1953 г. мощность 4000л/с,100км/ч
- 3ТЭ-3 — 3 секции.
- ТЭП-10, ТЭП-60 — пассажирские тепловозы
- ТЭМ-1, ТЭМ-2, ТЭМ-7, ТЭМ-7А — маневровые тепловозы
- М62, 2М62, ДМ62, ТЭ10, 2ТЭ10 м, 3ТЭ10 м, 2ТЭ116, 2ТЭ116У — грузовые тепловозы.

### Электровозы
- ВЛ19, ВЛ22 м, ВЛ23, ВЛ10, ВЛ10у, ВЛ15, ЧС2т, ВЛ60к, ВЛ60п/к, ВЛ80с, ВЛ80т, ЭП1, ЭП1М, 2ЭС5К, 3ЭС5К.